# استان پسکارا
استان پسکارا (به ایتالیایی: Provincia di Pescara) از استان‌های کشور ایتالیا است. استان پسکارا در جنوب مرکزی این کشور قرار دارد. مرکز این استان شهر پسکارا و زیرمجموعه ناحیه ابروتزو می‌باشد. مساحت این شهرستان ۱٬۲۲۵ کیلومتر مربع و جمعیت آن ۳۲۴٬۵۵۹ نفر است..
| شهرستان        | جمعیت   |
| -------------- | ------- |
| پسکارا         | ۱۲۲٬۴۲۰ |
| مونته سیلوانو  | ۴۳٬۷۸۶  |
| اسپوتره        | ۱۶٬۷۷۴  |
| سیتا سنت آنجلو | ۱۳٬۱۶۸  |
| پنی آبرزو      | ۱۲٬۵۴۲  |
| کپگتی          | ۹٬۷۲۰   |
| پیانلا         | ۷٬۸۱۴   |
| لورتو آپروتینو | ۷٬۶۸۱   |
| منپپللو        | ۶٬۱۰۶   |
| پوپلی          | ۵٬۵۸۴   |
| کللکروینو      | ۵٬۵۷۷   |